# Faraway 〜星に願いを〜
『Faraway 〜星に願いを〜』（ファラウェイ ほしにねがいを）は、2009年6月17日にGACKTが発表した楽曲、および同曲を収録したシングル。通算32枚目のシングルである。

## 概要
- ソロデビュー10周年を記念した4週連続リリースの2週目に発売され、「THE 2nd HEAVEN」と冠されている。
- Dears限定版ジャケットでは、GACKTやGACKTJobのメンバーが全裸でブリーフやトランクスを持ちながら跳ね回っている。これはファンからGacktに対し「服を脱いでほしい」という要望があったことを受けて実現したもの。

## 収録曲
- 全作詞作曲:GACKT.C

1. Faraway 〜星に願いを〜 (5:15)
日本テレビ系「江川×堀尾のSUPER うるぐす」テーマソング。
遠距離恋愛を描いたアップテンポなナンバー。
ドラムを担当しているのは元L'Arc〜en〜CielのSakuraである。
ライブではハンカチを振り回す演出がなされた。
2. Oblivious 〜顔のない天使〜 (5:24)
表題曲とは打って変わってミディアムテンポのバラードナンバーに仕上がっている。
3. Faraway 〜星に願いを〜 (Instrumental)
4. Oblivious 〜顔のない天使〜 (Instrumental)

## 参加ミュージシャン
- GACKT:ボーカル、全曲作詞&作曲
- Chachamaru:ギター、準プロデューサー
- YOU:ギター
- Ikuo:ベース (#1)
- Sakura:ドラム (#1)
- 大久保晶文:プログラミング&マニピュレーター (#1)、ストリングスアレンジ

## 楽曲の収録アルバム
- RE:BORN (#1、#2)
- THE ELEVENTH DAY 〜SINGLE COLLECTION〜 (#1)